# Erich Auerbach
Pour les articles homonymes, voir Auerbach.
Erich Auerbach est un critique littéraire et philologue allemand, né le 9 novembre 1892 à Berlin et mort le 13 octobre 1957 à Wallingford (Connecticut), aux États-Unis. Il fait partie de la tradition romanistique allemande, dont il est devenu, avec Leo Spitzer et Ernst Robert Curtius, l'un des représentants les plus connus. Son œuvre la plus célèbre est Mimésis : représentation de la réalité dans la littérature occidentale.

## Biographie
Erich Auerbach naît dans une famille de la bourgeoisie juive berlinoise en 1892. Il fait sa scolarité au Collège franco-allemand (l'actuel lycée franco-allemand), fondé pour les Huguenots chassés par la révocation de l'édit de Nantes au XVIIe siècle. Il est noté comme élève brillant, mais mélancolique, travaillant au-dessous de ses capacités. Il soutient, dans la pure tradition de son milieu, une thèse de droit pénal en 1913. Après avoir combattu dans l'infanterie lors de la Première Guerre mondiale, il obtient son doctorat de philologie romane en 1921 et devient en 1929, après avoir été bibliothécaire à la Preußische Staatsbibliothek de Berlin, membre de la faculté de philologie de l'université de Marbourg, grâce à l'aide de Leo Spitzer. Il suit également le séminaire de philosophie de l'histoire d'Ernst Troeltsch qui le pousse à travailler sur Vico. Sa thèse, publiée et saluée par Walter Benjamin en 1929 s'intitule Dante, poète du monde terrestre (Dante als Dichter der irdischen Welt). Entretemps, il a fréquenté le cercle du poète Stefan George et traduit La Scienza nuova de Vico. Il s'est marié à Marie Mankiewitz, fille d'un conseiller à la Cour, en 1923, avec qui il a un fils, auquel les parents donnent un prénom latin, Clemens.
En 1935, Auerbach est expulsé par les Nazis de son poste universitaire et doit s'exiler en Turquie. Ses années d'exil à Istanbul sont marquées par une grande productivité intellectuelle : articles et ouvrages se multiplient, malgré le travail requis à la faculté où « l'on a à se débattre contre les difficultés, les malentendus, les frictions les plus étranges ».
En 1938, il revient en Allemagne pour y chercher des livres introuvables en Turquie : sa femme et son fils sont interrogés par la Gestapo. De retour en Turquie, il y fait la connaissance du délégué apostolique, Mgr Roncalli, qui deviendra pape sous le nom de Jean XXIII, et ordonnera le concile Vatican II. Mgr Roncalli lui donne accès à la Patrologie latine de Migne. En 1942, quand commence la « Solution finale », Auerbach entame la rédaction de Mimésis.
L'ouvrage, paru en 1946, à Berne, est un succès international. Auerbach part aux États-Unis en 1947, où il enseigne à l'université d'État de Pennsylvanie, travaille ensuite à l'Institute for Advanced Study de Princeton en 1949 et devient en 1950 professeur de philologie romane à l'université Yale, en tant que spécialiste de Dante. Auerbach note que les étudiants y sont gentils, décontractés et d'une inculture prodigieuse.
En 1950, polémique violente avec Ernst Robert Curtius après son compte rendu critique de Mimésis et la parution de La Littérature européenne et le Moyen Age latin. Auerbach s'explique dans Epilegomena pour Mimésis. Auerbach travaille à la suite de Mimésis : Le Haut Langage : langage littéraire et public dans l'Antiquité latine tardive et au Moyen Age.
Il meurt à Wallingford, Connecticut. Selon Harry Levin, l’un de ses collègues, il rendit compte dans son œuvre de « l'inépuisable miracle de la culture occidentale, à qui il était attaché en tant que membre, victime et athée. [Il fut] l'accoucheur de lui-même ».

## Œuvre
L'œuvre d'Erich Auerbach est dispersée, l'auteur n'ayant écrit que deux livres. Ses articles, en revanche, très nombreux et variés, portant sur Proust, Pascal ou Baudelaire, sont regroupés de manière rhapsodique, en fonction des traditions nationales.

### Mimésis
Mimésis : la représentation de la réalité dans la littérature occidentale est le plus connu de ses travaux et un classique des études littéraires occidentales. Il a été composé en 1935 à Istanbul, en Turquie, après son éviction par les nazis du poste de professeur de philologie romane à l'Université de Marbourg. Si le texte a été édité en 1946 par A. Francke Verlag, il faut attendre 1968 pour la première traduction française, parue chez Gallimard. Mimésis est reconnue pour son chapitre inaugural, « La cicatrice d'Ulysse », dans lequel Auerbach compare deux visions antiques de la réalité : la première est tirée de l'Odyssée d'Homère, la seconde de la Genèse. Une fois ses concepts élaborés, il propose une théorie unifiée de la représentation qui s'étend à toute la littérature occidentale, y compris aux contemporains de l'auteur.
Le développement de l'essai est chronologique. Chaque chapitre se penche sur un auteur, et par là, sur un moment de l'histoire de la représentation de la réalité. Auerbach s'intéresse notamment à la syntaxe et au style, desquels il « reconstitue tout un monde culturel avec ses préjugés, ses modes de pensée, sa couleur ». En mettant l'accent sur les conditions sociales de la production d'un style, il montre que toute représentation est liée à une conscience du monde, de l'histoire et de la réalité.

### Autres textes
Auerbach est également l'un des grands spécialistes de la Divine Comédie de Dante, auteur sur lequel il travailla toute sa vie. Il fut notamment en contact avec Benedetto Croce.
Son autre auteur de prédilection, qu'il traduit en 1924 et qui ne le quitta jamais, est Giambattista Vico, dont il souligne le legs important dans son introduction au Haut Langage, « Intention et Méthode » (Über Absicht und Methode).
Publié en 1938, le long article de Figura traite de la typologie médiévale, issue de la théorie de l'histoire des Pères de l'Église, qui voyaient dans des figures ou des événements relatés dans l'Ancien Testament (tel le sacrifice d'Isaac) une préfiguration du Nouveau Testament (telle la crucifixion de Jésus).
Enfin, Auerbach a entretenu une correspondance théologique, non publiée, avec des prélats sur des points de la doctrine catholique.